# Пошета
Пошет (пошета) — струнний смичковий музичний інструмент малого розміру.
Назва походить від фр. pochette — «кишеньковий».
В XVI столітті мав 3 струни та човникоподібний корпус, а пізніше — 4 струни і корпуси різної форми, близькі до віоли, скрипки, гітари.
Використовувався домашніми вчителями танців, а також вуличними музикантами до кінця XVIII століття.

## Стрій
Пошета, як правило, налаштовувалась на октаву вище скрипки.